# 165-та резервна дивізія (Третій Рейх)
165-та резервна дивізія (Третій Рейх) (нім. 165. Reserve-Division) — резервна піхотна дивізія Вермахту, що входила до складу німецьких сухопутних військ у роки Другої світової війни. Дивізія тривалий час виконувала окупаційні функції на території окупованої Франції. 4 січня 1944 року була переведена на голландський острів Валхерен. 1 серпня 1944 року 165-та резервна дивізія була перейменована в 70-ту піхотну дивізію.

## Історія
165-та резервна дивізія була сформована 4 жовтня 1942 року на території окупованої Франції шляхом перейменування дивізії № 165, що була заснована у серпні 1939 року. Штаб дивізії знаходився в Діжоні. 9 жовтня 1942 року з частин дивізії була створена «Оперативна група Шакого». 4 січня 1944 року була переведена на голландський острів Валхерен. 1 серпня 1944 року 165-та резервна дивізія була перейменована на 70-ту піхотну дивізію.

## Райони бойових дій
- Франція та Нідерланди (жовтень 1942 — серпень 1944).

## Командування

### Командири
- генерал-лейтенант Зігфрид фон Шакі ауф Шенфелд (нім. Siegmund Freiherr von Schacky auf Schönfeld) (4 жовтня 1942 — 1 лютого 1944);
- генерал-лейтенант Вільгельм Дасер (нім. Wilhelm Daser) (1 лютого — 15 травня 1944).

### Підпорядкованість
| Час      | Корпус     | Армія                     | Група армій (округ) | Штаб     |
| -------- | ---------- | ------------------------- | ------------------- | -------- |
| 1942     |            |                           |                     |          |
| 4 жовтня | LXIV рез.к | Армійська група «Фельбер» | Група армій «D»     | Діжон    |
| листопад | LXIV рез.к |                           | Група армій «D»     | Діжон    |
| 1943     |            |                           |                     |          |
| 1 січня  | LXIV рез.к |                           | Група армій «D»     | Діжон    |
| 1944     |            |                           |                     |          |
| 1 січня  | LXXXIX ак  | 15 А                      | Група армій «D»     | Валхерен |
| 1 травня | LXXXIX ак  | 15 А                      | Група армій «B»     | Валхерен |

### Склад
| 1943                               |
| ---------------------------------- |
| 205-й резервний гренадерський полк |
| 215-й резервний гренадерський полк |
| 260-й резервний гренадерський полк |
| 5-й резервний артилерійський полк  |
| 1065-й велосипедний батальйон      |
| 1065-та протитанкова рота          |
| 1065-та рота зв'язку               |
| 1065-та санітарна рота             |
| 1065-й автопотяг швидкої допомоги  |
| 1065-й ремонтний мобільний взвод   |
| 1/1065-ша та 2/1065-га колони      |
| 1065-те дивізійне управління тилу  |